# Kassa (Mali)
Kassa is een gemeente (commune) in de regio Mopti in Mali. De gemeente telt 18.900 inwoners (2009).
De gemeente bestaat uit de volgende plaatsen:
- Amba
- Anakanda
- Antangobow
- Antangoleye
- Aouguiné
- Berda Berdossou
- Intaga
- Kilimba
- Kono
- Konono
- Nendé
- Okoyeri-Dogon
- Pelinga
- Pergué
- Santaba
- Sàou
- Simdé
- Sogou
- Tembéré